# Арбенин, Константин Юрьевич
Константи́н Ю́рьевич Арбе́нин (род. 21 ноября 1968, Ленинград) — российский музыкант, певец, писатель, поэт, солист групп «Зимовье Зверей», «Сердолик».

## Биография
Родился 21 ноября 1968 года в Ленинграде. Мать — Нина Дмитриевна Арбенина (1944—2002), отец — Юрий Фёдорович Арбенин (1938—2009). После окончания средней школы пытался поступить в театральный институт, но не прошёл по конкурсу. Работал на киностудии «Ленфильм» транспортным рабочим.
С 1987 по 1989 год служил в рядах Советской Армии (Белорусская ССР, г. Борисов, войска связи, гвардии сержант). Стихи и песни начал писать ещё до этого. На последнем году службы стал сочинять песни («Солидный медляк», «Сомнамбула»). Во время срочной службы познакомился с музыкантами Георгием Высоцким (Минск) и Игорем Ратгаузером (Ленинград). Собранная под видом ВИА в батальоне связи группа исполняла оригинальные песни Константина Арбенина (слова) и Георгия Высоцкого (музыка). Созданная в это время программа послужила в дальнейшем основой для выступлений минской группы Георгия Высоцкого «Линда». Ещё позже коллектив этот разделился на несколько автономных групп, и «Солидный медляк», «Банальный блюз», «Дерзнувших взлететь», «Город» и др. песни пели в Минске разные исполнители, наиболее известные из которых — солисты Вероника Круглова (позже — актриса и вокалистка фолк-группы «Крыви») и Павел Заяц (позже — вокалист ВИА «Песняры»).
К 1989—1990 годам относятся первые песни, такие как «Фредди» и «Дворники». В 1992 году была сделана некачественная запись этих двух песен. Не умея играть на гитаре, Арбенин исполнял свои песни «под пальцы» в кругу друзей, пока в 1994 не познакомился с джазовым гитаристом Александром Петерсоном. С ним, а также пришедшим в группу Анатолием Смирновым (в 1999 году уехал в Нидерланды) они образовали группу «Зимовье Зверей», записав в 1995 году первый магнитофонный альбом.
Арбенин работал на «Ленфильме» и исполнял свои песни на кухонных посиделках в кругу друзей. Появились первые диктофонные записи — «Девочка хиппи», «Забудьте слово Любовь», «Фредди», «Яичница по-итальянски». В конце 1990 года Арбенин уволился с намерением заниматься только творчеством. Это ему не удалось; работал на случайных работах. Параллельно с этим писал не только песни, но и прозу, драматургические произведения. В соавторстве с другом и единомышленником Петром К. написал повести «Беззаботный шарманщик» (1989) и «Три четверти» (1990) и несколько нереализованных киносценариев. Написал пьесы «Страницы существования» (1992) и «Стекольщик» (1994), сказочную киноповесть «Король жил в подвале» (1993).
Начал сотрудничество с петербургскими рок-группами в качестве автора текстов песен. Две песни исполняла группа «Улицы» («Парашурам» и «Мои одежды»), ещё две — «Вращение Из» («Песня попроще» и «Пых-пых»). Группа «Молодые голоса» в лице солиста Ивана Маугли тоже предлагала сотрудничество, но альянса не получилось, хотя по заказу группы появилась песня «Судьба резидента». Во время поездок в Минск к армейским друзьям-музыкантам Арбенин записал с Георгием Высоцким песни «Фредди» (1991) и «Дворники» (1993), фонограммы которых сохранились в плохом качестве.
В 1993 году вместе со своими товарищами Филиппом Хазановичем, Петром К., Игорем Голубенцевым, Сергеем Павловым и Сергеем Доброславиным Арбенин принял участие в создании и работе музыкального клуба «Засада» (май — сентябрь 1993 года), где организовал в том числе первый петербургский концерт дуэта «Ночные снайперы». Здесь проходила выставка графических работ Арбенина. Летом 1993 года в «Засаде» прошло спонтанное выступление Арбенина, итогом которого стало знакомство с музыкантами Максимом Бубликом и Александром Петерсоном. В этот момент началась история группы «Зимовье Зверей».
В домашних условиях были записаны два сольных альбома — «Иждивенец» (1994) и «Жерминаль» (1995). С 1994 года Арбенин работал в рекламном агентстве «Лошадь П» и параллельно репетировал с Александром Петерсоном программу первого альбома «Зимовья Зверей». В ноябре 1996 года группа дала первый концерт, Арбенин уволился. Весь репертуар «Зимовья» состоял из песен Арбенина, он же был автором либретто обоих музыкальных спектаклей — «Свинопас» (1998) и «Звери ищут лето» (2004).
Арбенин продолжал литературную деятельность, считая именно её своим главным занятием. Вышли книги «Транзитная пуля» (тексты песен, 1997; вторая редакция — 2001), «Пушкин мой» (поэма во фрагментах, 1998), «Сказки на засыпку» (ранняя проза, 2000), «Дон Гуан как зеркало мировой революции» (2001), «Комнатные побеги» (2004). К некоторым своим книгам и музыкальным альбомам Арбенин создал иллюстрации и обложки.
С ноября 1998 года Арбенин выступал с авторскими творческими вечерами, результатом которых стали сольные альбомы «Забудьте слово…» и «Вечер у Блока» с исполнением стихов и песен в суперакустике. С 1999 года выступал также в совместных концертных программах с Кириллом Комаровым, Олегом Дегтярёвым, Михаилом Башаковым, Павлом Фахртдиновым, Дмитрием Максимачёвым. Вместе с Башаковым и Комаровым записана песня «Охота на сук» (2003).
В 1999 году вместе с Александром Петерсоном Арбенин организовал фестиваль поющих поэтов «Могучая кучка», объединяющий близких «Зимовью зверей» авторов-исполнителей.
В конце 2001 года по предложению режиссёра и ведущего «Радио России — Петербург» Алексея Белякова Арбенин записал цикл своих миниатюр, которые на протяжении полугода еженедельно звучали в эфире этого радио; после чего был выпущен альбом «Сказки на засыпку», основанный на данном материале. В созданных «Зимовьем Зверей» музыкальных спектаклях «Свинопас» (по Андерсену; 1998) и «Звери ищут лето» (по русским народным сказкам; 2004) выступил сразу в нескольких своих ипостасях — драматурга, автора песен, актёра.
Литературные произведения Арбенина периодически публиковались в самиздатовских журналах «АPN», «Одинокое Солнце», «Арт-Город»; большая подборка текстов песен появилась в альманахе «Русская рок-поэзия: текст и контекст» (вып. 5; Тверской гос. ун-т, 2001). В журнале «Знамя» (№ 1 за 2003 год) был опубликован рассказ «Два клоуна», в журнале «Летопись интеллектуального зодчества» — фантастический рассказ «Дом в конце туннеля», в журнале «Если» — фрагмент повести «Заявка на подвиг», в журнале «Техника — молодёжи» и в «Независимой газете» — подборки сказок, в детском журнале «Мурзилка» — стихи для детей.
В 2007—2009 годах по приглашению телеведущего Михаила Мокиенко работал на канале 100ТВ в качестве сценариста передачи «Сказки дедушки Мокея». Как сценарист и редактор работал над созданием документального фильма «Неизвестный Успенский». В марте 2009 года награждён Медалью Н. В. Гоголя «За сказочную литературу».
В начале 2009 года группа «Зимовье Зверей» отправилась в «бессрочный отпуск». Арбенин собрал новый коллектив — «Сердолик-бэнд», куда вошли Алексей Беляков, играющий на мандолине; Антон Спартаков, исполняющий гитарные партии; перешедший из «Зимовья» бас-гитарист Михаил Иванов и Василий Телегин (контрабас и фортепиано). Первое выступление прошло 6 марта в клубе «Книги и кофе», была представлена программа «Одноимённые песни», состоящая в основном из старых песен Арбенина.
В 2009 году Арбенин впервые под гитару исполнял единичные номера на концертах «Сердолика» и «АрБаКома». В 2010 году выступал с сольными музыкально-поэтическими программами. В начале 2010 года выпустил сольный альбом «Одноимённые Песни Live», состоящий из концертных записей с сайд-проектами и студийного бонуса.
В январе 2011 года в петербургском арт-центре «PopcornStudio» состоялась премьера моноспектакля «Два клоуна». По мотивам одноимённого рассказа Арбенина спектакль поставили Константин и Александра Арбенины. Музыку написал Дмитрий Максимачёв. В 2013 году спектакль был награждён дипломом IX Международного фестиваля моноспектаклей «Монокль».
Группы Константина Арбенина "Зимовье Зверей" и "Сердолик" были участниками фестиваля авторской песни имени Валерия Грушина.
В конце 2018 года было объявлено о воссоздании «Зимовья зверей». В составе — Вадим Курылёв, Михаил Иванов, Алексей Кормин и вернувшийся Анатолий Смирнов. Группа выпустила новый альбом, возобновила концертную деятельность.
В 2023 году в интервью подкасту "Эхолот" признался, что впервые взял в руки гитару только в 40 лет .

### Личная жизнь
Живёт и работает в Санкт-Петербурге.
В 1993 году женился на Диане Кулаченко (Арбениной), фиктивный брак ради прописки Кулаченко
 Е. Борисова (Fuzz): Слегка некорректный вопрос, но он должен быть задан во избежание дальнейших недоразумений: в последнее время в газетах упорно пишут, что ты — брат Дианы Арбениной… 

Константин: Конечно, мы не брат и сестра. Нас познакомила Света Сурганова в 1993 году. Диане нужна была прописка в Питере, для чего мы в срочном порядке вступили в брак. Потом так же быстро развелись. Мужем и женой мы не были, хотя Диана и поменяла фамилию. Другое дело, что мы долгое время были дружны и, так сказать, близки духовно, что отразилось на моих и Дианкиных песнях того периода, — в этом смысле миф о брате и сестре имеет под собой почву. К настоящему моменту эта тема исчерпала себя, мы давно уже не видимся, не общаемся, и наши интересы — как творческие, так и жизненные — стали совсем разными…
(Из интервью Е. Борисовой, Fuzz № 4/2004)
.
Жена Александра Арбенина. Дочь Дарья родилась в 2000 году.

## Литературные произведения

### Поэмы
- Пушкин мой. Поэма во фрагментах (1992—1995)
- Сказочка для деточек (1999)

### Роман-сказка
- Иван, Кощеев сын, 2010

### Повести
- Король жил в подвале, 1993
- Тараканьими тропами, 2009
- Заявка на подвиг, 2011

В соавторстве с Петром К.:
- Беззаботный шарманщик, 1990
- Три четверти, 1991

### Прочее
- Два клоуна, рассказ
- Дон Гуан как зеркало мировой революции, роман в тезисах (1998)
- Дом в конце туннеля, фантастический рассказ (2006)
- Секундант, рассказ (2013)
- Стихотворения
- Песни группы «Зимовье Зверей»

## Издания
- Транзитная пуля (тексты песен, 1997)
- Пушкин мой (поэма во фрагментах, 1998) ISBN 5-7559-0019-1
- Датская рулетка (стихи и рисунки, 1999)
- Сказки на засыпку (ранняя проза, 2000)
- Дон Гуан как зеркало мировой революции (проза, драматургия, поэзия, 2001) ISBN 5-89151-120-7
- Транзитная пуля (тексты песен; переиздание, 1997) ISBN 5-89151-117-7
- Комнатные побеги (стихотворения, 2004)
- Зимовье Зверей: песни и сказки (тексты песен, 2005) ISBN 5-89151-121-5
- Сказки (2006) ISBN 5-8114-0714-9
- Стихи (2007) ISBN 5-8114-0749-1
- Заявка на подвиг: Сказочное повествование. — М.: Время, 2011. — 176 с. — ISBN 978-5-9691-0682-6.
- Тараканьими тропами (Повесть-сказка, 2011) ISBN 978-5-85388-036-8
- Второе января (Книга стихов, 2013) ISBN 978-5-4386-5134-5
- Иван, Кощеев сын (Роман-сказка, 2013) ISBN 978-5-93682-920-8
- Король жил в подвале, и другие сказочные истории (2014) ISBN 978-5-98709-709-0
- Стихи песен (2020) - 480 стр.

## Музыкальные альбомы
- Иждивенец (1994)
- Концерт в Минске (1995)
- Межсезонье (2009) миньон — 4 песни
- Одноимённые Песни Live (2010)
- Концерт в Центральном Доме Художника (2011)
- Коллекция 2009-2015 (mp3) (2016)
- Возвращение на Петроградскую. Концерт в клубе «Арт-Холл» Санкт-Петербург 21.08.2022 (2022) — 2CD

См. также дискографию групп «Зимовье Зверей» и «Сердолик».

## Спектакли
- Свинопас (1998)
- Звери ищут лето
- Два клоуна (2011)

## DVD
- Свинопас. Музыкальный спектакль по мотивам сказки Андерсена. Постановка группы «Зимовье Зверей». Премьера сказки состоялась в марте 1998 года, видео-версия издана в 2006 году.
- Звери ищут лето. Музыкальный спектакль по мотивам русских народных сказок. Постановка группы «Зимовье Зверей». Записано 21 января 2006 года в театре кукол «Волшебный фонарь» (г. Сосновый бор).
- Блюзы и баллады под гитару и без. Концертный DVD проекта Арбенин & Башаков & Комаров («АрБаКом»). Записано 02.11.2007 г. в концертном зале ЦДРИ «Арт’Эрия» (Москва).
- Горошина. Концерт в Андерсенграде. Концертный DVD группы Сердолик. Записано 27.06.2010 г. в Андерсенграде (г. Сосновый Бор). Издан в 2012 г.

## Наследие
|  | Носитель    | Группа[уточнить]                  | Название                                                      | Статус               | Год           | Издатель                         | Код или ISBN                            |
|  | MC          | Зимовье Зверей                    | Города, которых не стало                                      | Основные альбомы     | 1997          | DDT Records (2)                  | BD2016                                  |
|  | MC          | Зимовье Зверей                    | Города, которых не стало                                      | Основные альбомы     | 1997          | Caravan Records                  | CAR 051                                 |
|  | СD          | Зимовье Зверей                    | Города, которых не стало                                      | Основные альбомы     | 1998          | Зимовье Зверей                   | ZZ201                                   |
|  | СD          | Зимовье Зверей                    | Города, которых не стало                                      | Основные альбомы     | 2001          | Manchester Files, Зимовье Зверей | CDMAN 077-01, ZZ201                     |
|  | СD          | Зимовье Зверей                    | Города, которых не стало                                      | Основные альбомы     | 2004          | KDK Records                      |                                         |
|  | MC          | Зимовье Зверей                    | Число человека                                                | Основные альбомы     | 1996 или 1997 | DDT Records (2)                  | BD 2015                                 |
|  | MC          | Зимовье Зверей                    | Число человека                                                | Основные альбомы     | 1996 или 1997 | Зимовье Зверей                   | ZZ 002-97                               |
|  | CD          | Зимовье Зверей                    | Число человека                                                | Основные альбомы     | 2001          | Manchester files                 | CDMAN 059-00, ZZ202                     |
|  | CD          | Зимовье Зверей                    | Число человека                                                | Основные альбомы     | 2004          | KDK Records                      |                                         |
|  | CD          | Зимовье Зверей                    | Плечи                                                         | Основные альбомы     | 1997          |                                  | ZZ203                                   |
|  | CD          | Зимовье Зверей                    | Плечи                                                         | Основные альбомы     | 2001          | Manchester Files                 | CDMAN 079-01                            |
|  | CD          | Зимовье Зверей                    | Плечи                                                         | Основные альбомы     | 2004          | KDK Records                      |                                         |
|  | MC          | Зимовье Зверей                    | Плечи                                                         | Основные альбомы     | 1997          | Саунд-Продукт                    | CAR 037                                 |
|  | CD          | Зимовье Зверей                    | Свидетели                                                     | Основные альбомы     | 1997          |                                  | ZZ205                                   |
|  | MC          | Зимовье Зверей                    | Свидетели                                                     | Основные альбомы     | 1997          | Caravan Records                  | CAR020                                  |
|  | CD          | Зимовье Зверей                    | Свидетели                                                     | Основные альбомы     | 2001          | Manchester Files                 | CDMAN 080-01                            |
|  |             | Зимовье Зверей                    | Свидетели                                                     | Основные альбомы     | 2004          | KDK Records                      |                                         |
|  | CD          | Зимовье Зверей                    | Оба неба                                                      | Основные альбомы     | 1998          | Зимовье Зверей                   | ZZ206                                   |
|  | MC          | Зимовье Зверей                    | Оба неба                                                      | Основные альбомы     | 2000          | Caravan Records                  | CAR 086                                 |
|  | CD          | Зимовье Зверей                    | Оба неба                                                      | Основные альбомы     | 2001          | Manchester Files                 | CDMAN 078-01                            |
|  | CD          | Зимовье Зверей                    | Оба неба                                                      | Основные альбомы     | 2004          | KDK Records                      |                                         |
|  | MC          | Зимовье Зверей                    | Родословная                                                   | Основные альбомы     | 1999          | Caravan Records                  |                                         |
|  | CD          | Зимовье Зверей                    | Родословная                                                   | Основные альбомы     | 2001          | Caravan Records                  | CAR060                                  |
|  | MC          | Зимовье Зверей                    | Возвращение Именных Вещей                                     | Основные альбомы     | 1999          | Caravan Records                  | CAR 112                                 |
|  | MC          | Зимовье Зверей                    | Вещи Со Своими Именами                                        | Основные альбомы     | 1999          | Caravan Records                  | CAR 111                                 |
|  | MC          | Зимовье Зверей                    | Возвращение Именных Вещей                                     | Основные альбомы     | 1999          | Зимовье Зверей                   | ZZ111                                   |
|  | CD          | Зимовье Зверей                    | Вещи Со Своими Именами / Возвращение Именных Вещей            | Основные альбомы     | 2001          | Manchester Files, Зимовье Зверей | CDMAN 065-01, ZZ 110/111                |
|  | CD          | Зимовье Зверей                    | Вещи Со Своими Именами / Возвращение Именных Вещей            | Основные альбомы     | 2004          | KDK Records                      |                                         |
|  | CD          | Зимовье Зверей                    | Конец Цитаты                                                  | Основные альбомы     | 2001          | Manchester files                 | CDMAN064-01                             |
|  | MC          | Зимовье Зверей                    | Конец Цитаты                                                  | Основные альбомы     | 2001          | Caravan Records                  | CAR 087                                 |
|  |             | Зимовье Зверей                    | Конец Цитаты                                                  | Основные альбомы     | 2004          | KDK Records                      |                                         |
|  | MC          | Зимовье Зверей                    | Антиутопия                                                    | Основные альбомы     | 2002          | Caravan Records                  | CAR 132                                 |
|  | CD          | Зимовье Зверей                    | Антиутопия                                                    | Основные альбомы     | 2002          | Manchester files                 | CDMAN086-02                             |
|  | CD          | Зимовье Зверей                    | Антиутопия                                                    | Основные альбомы     | 2004          | KDK Records                      |                                         |
|  | MC          | Зимовье Зверей                    | На третьем римском                                            | Основные альбомы     | 2002          | Caravan Records                  | CAR 132                                 |
|  | CD          | Зимовье Зверей                    | На третьем римском                                            | Основные альбомы     | 2002          | Manchester Files                 | CDMAN 086-02                            |
|  | CD          | Зимовье Зверей                    | На третьем римском                                            | Основные альбомы     | 2004          | KDK Records                      |                                         |
|  | CD          | Зимовье Зверей                    | Как взрослые                                                  | Основные альбомы     | 2006          | KDK Records                      |                                         |
|  | CD          | Зимовье Зверей                    | Всегда готов к рок-н-роллу                                    | Основные альбомы     | 2008          | Планета Музыки                   |                                         |
|  |             | Зимовье Зверей                    | Новейшая хронология                                           | Основные альбомы     | 2018          | Редкие Рыбы                      | ARBCD004                                |
|  | MC          | Зимовье Зверей                    | В Зоопарке (версия 1)                                         | Концертный альбом    | 1997          | Caravan Records                  | CAR 016                                 |
|  | MC          | Зимовье Зверей                    | Судьба водолаза                                               | Концертный альбом    | 1998          | Зимовье Зверей                   | ZZ 107                                  |
|  |             | Зимовье Зверей                    | В Зоопарке (версия 2)                                         | Концертный альбом    | 1999          |                                  |                                         |
|  | CD          | Зимовье Зверей                    | Post Форпост                                                  | Концертный альбом    | 2003          | Форпост                          |                                         |
|  | CD          | Зимовье Зверей                    | Шишки 2 CD                                                    | Концертный альбом    | 2005          | KDK Records                      |                                         |
|  | CD          | Зимовье Зверей                    | Бардовский альбом                                             | Концертный альбом    | 2005          | Not On Label                     |                                         |
|  | CD          | Зимовье Зверей                    | 11 бис                                                        | Концертный альбом    | 2019          | Редкие рыбы                      | ARBCD05                                 |
|  |             | Зимовье Зверей                    | Избранное                                                     | Сборник              | 1998          |                                  |                                         |
|  | CD          | Зимовье Зверей                    | Избранные песни                                               | Сборник              | 2008          | Планета Музыки                   |                                         |
|  | MC          | Зимовье Зверей                    | Избранное                                                     | Сборник              | 2000          | Caravan Records                  | CAR 040                                 |
|  | CD          | Зимовье Зверей                    | Избранное                                                     | Сборник              | 2002          | Caravan Records                  | CAR 040                                 |
|  |             | Зимовье Зверей                    | Только парами                                                 | Сингл                | 2020          |                                  |                                         |
|  |             | Зимовье Зверей                    | Суперботаник                                                  | Сингл                | 2021          |                                  |                                         |
|  | MC          | Зимовье Зверей                    | Свинопас                                                      | Сказка               | 2000          | Зимовье Зверей                   | ZZ213                                   |
|  | СDr         | Зимовье Зверей                    | Свинопас                                                      | Сказка               | 2000          | Зимовье Зверей                   | ZZ213                                   |
|  | CD          | Зимовье Зверей                    | Свинопас                                                      | Сказка               | 2001          | Caravan Records                  | CAR090                                  |
|  | CD          | Зимовье Зверей                    | Свинопас                                                      | Сказка               | 2004          | KDK Records                      |                                         |
|  | DVD + книга | Зимовье Зверей                    | Свинопас                                                      | Фильм-концерт        | 2007          |                                  | ISBN 978-5-8114-0724-8 (перепутан с шк) |
|  | CD          | Зимовье Зверей                    | Звери ищут лето 2CD                                           | Сказка               | 2003          | KDK Records                      |                                         |
|  | CD          | Зимовье Зверей                    | Звери ищут лето (mp3), запись 2016                            | Сказка               | 2016          | 1C аудиотетр                     | ISBN 978-5-9677-2461-9                  |
|  | DVD + книга | Зимовье Зверей                    | Звери ищут лето (с книгой), запись 2006                       | Сказка               | 2006          | Планета музыки                   | ISBN 5-8114-0713-0                      |
|  |             | Зимовье Зверей                    | Акустическая Родословная                                      | Бутлег               | 2000          |                                  |                                         |
|  |             | Зимовье Зверей                    | Концерт в ЦДЖ 20 февраля 2009                                 | Бутлег               | 2009          |                                  |                                         |
|  |             | Зимовье Зверей                    | Концерт в ЦДХ 27 марта 2009                                   | Бутлег               | 2009          |                                  |                                         |
|  | VHS         | Зимовье Зверей                    | В Зоопарке (VHS)                                              | Фильм-концерт        | 1998          |                                  |                                         |
|  | VHS         | Зимовье Зверей                    | Документальный концерт (VHS)                                  | Фильм-концерт        | 2008          |                                  |                                         |
|  | DVD         | Зимовье Зверей                    | Джин и Тоник                                                  | Фильм-концерт        | 2004          |                                  |                                         |
|  | DVD         | Зимовье Зверей                    | Звери ищут лето                                               | Фильм-концерт        | 2006          |                                  |                                         |
|  | DVD         | Зимовье Зверей                    | Антология (mp3)                                               | Сборник              | 2007          | Планета музыки                   |                                         |
|  | DVD         | Зимовье Зверей                    | Зимовье Зверей                                                | Фильм-концерт        | 2008          | CAMEL Studio                     | CSDVD02                                 |
|  |             | Константин Арбенин                | Иждивенец                                                     | Сольный альбом       | 1994          |                                  |                                         |
|  |             | Константин Арбенин                | Концерт в Минске                                              | Сольный альбом       | 1995          |                                  |                                         |
|  |             | Константин Арбенин                | Межсезонье                                                    | Сольный альбом       | 2009          |                                  |                                         |
|  |             | Константин Арбенин                | Одноимённые Песни Live                                        | Сольный альбом       | 2010          |                                  |                                         |
|  |             | Константин Арбенин                | Концерт в ЦДХ                                                 | Сольный альбом       | 2011          |                                  |                                         |
|  |             | Константин Арбенин                | Коллекция 2009-2015 (mp3)                                     | Сольный альбом       | 2016          |                                  |                                         |
|  | DVD         | АрБаКом                           | Блюзы и баллады под гитару и без                              | Концертный альбом    | 2007          |                                  |                                         |
|  | DVD + CD    | Сердолик                          | Горошина. Концерт в Андерсенграде                             | Основной альбом      | 2012          | Camel Studio                     | CSCD06A, CSDVD06B                       |
|  | CD          | Сердолик                          | Неспокойная красота жизни                                     | Основной альбом      | 2013          | Polygon Records                  |                                         |
|  |             | Сердолик                          | Андерсен-сингл                                                | Сингл                | 2011          |                                  |                                         |
|  |             | Сердолик                          | К началу света / Балканские мосты                             | Сингл                | 2013          |                                  |                                         |
|  |             | Сердолик                          | Два кавера                                                    | Сингл                | 2014          |                                  |                                         |
|  |             | Сердолик                          | Пустарь / Дети-блюз                                           | Сингл                | 2015          |                                  |                                         |
|  | digital     | Сердолик                          | Концертные записи                                             | Бутлег (официальный) | 2010          |                                  |                                         |
|  |             | Сердолик                          | Концерт на Эхе Москвы                                         | Бутлег               | 2014          |                                  |                                         |
|  | Книга       | Константин Арбенин                | Транзитная пуля                                               | Тексты песен         | 1997          |                                  | ISBN 5-89151-117-7                      |
|  | Книга       | Константин Арбенин                | Пушкин мой                                                    | Фикшн                | 1998          |                                  | ISBN 5-7559-0019-1                      |
|  | Книга       | Константин Арбенин                | Датская рулетка                                               | Фикшн                | 1999          |                                  |                                         |
|  | Книга       | Константин Арбенин                | Сказки на засыпку                                             | Фикшн                | 2000          |                                  |                                         |
|  | Книга       | Константин Арбенин                | Дон Гуан как зеркало мировой революции                        | Фикшн                | 2001          |                                  | ISBN 5-89151-120-7                      |
|  | Книга       | Константин Арбенин                | Дон Гуан как зеркало мировой революции                        | Фикшн                | 2018          |                                  | 978-5-94652-597-8                       |
|  | Книга       | Константин Арбенин                | Транзитная пуля (переиздание)                                 | Фикшн                |               |                                  |                                         |
|  | Книга       | Константин Арбенин                | Комнатные побеги                                              | Фикшн                | 2004          |                                  |                                         |
|  | Книга       | Константин Арбенин                | Зимовье Зверей: песни и сказки                                | Тексты песен         | 2005          |                                  | ISBN 5-89151-121-5                      |
|  | Книга       | Константин Арбенин                | Сказки                                                        | Фикшн                | 2006          | Зимовье Зверей, Планета Музыки   | ISBN 5-8114-0714-9, ZZ 05               |
|  | Книга       | Константин Арбенин                | Стихи                                                         | Фикшн                | 2007          | Планета Музыки, Лань             | ISBN 5-8114-0749-1, LAN 20              |
|  | Книга       | Константин Арбенин                | Заявка на подвиг: Сказочное повествование                     | Фикшн                | 2011          | Время                            | ISBN 978-5-9691-0682-6                  |
|  | Книга       | Константин Арбенин                | Тараканьими тропами                                           | Фикшн                | 2011          |                                  | ISBN 978-5-85388-036-8                  |
|  | Книга       | Константин Арбенин                | Второе января                                                 | Фикшн                | 2013          |                                  | ISBN 978-5-4386-5134-5                  |
|  | Книга       | Константин Арбенин                | Иван, Кощеев сын                                              | Фикшн                | 2013          |                                  | ISBN 978-5-93682-920-8                  |
|  | Книга       | Константин Арбенин                | Король жил в подвале, и другие сказочные истории              | Фикшн                | 2014          |                                  | ISBN 978-5-98709-709-0                  |
|  | Книга       | Константин Арбенин                | Стихи песен                                                   | Фикшн                | 2020          |                                  |                                         |
|  |             | Константин Арбенин, Вадим Курылёв | Двое в городе                                                 | альбом               | 2020          | Союз                             |                                         |
|  |             | Трибьют Константину Арбенину      | Посередине века                                               | трибьют КА           | 2018          | Polygon Records                  |                                         |
|  |             | С участием КА                     | Дух Противоречия. Tribute to Вадим Курылёв и Электропартизаны | трибьют от КА        | 2017          | Союз Мьюзик                      |                                         |

## Прочее
- Является автором песни «Русский народный блюз», известной в разных исполнениях: Михаила Башакова, группы «Зимовье Зверей» и группы «Сердолик»; cover в исполнении группы «Обморок и мама». А также соавтор песни «Мой доктор», исполняемой Кириллом Комаровым.
- Соавтор песен Вячеслава Ковалёва, Михаила Мокиенко, группы «Кикс».
- Участник проектов «АрБаКом» совместно с Михаилом Башаковым и Кириллом Комаровым, «Арбенин & БSO» совместно с Дмитрием Максимачёвым и проекта «Двое в городе» вместе с Вадимом Курылёвым (Электропартизаны).
- В 2022 году вместе с Василием К, Кириллом Комаровым, Вадимом Курылёвым вошёл в группу «Проект Четырёх». По состоянию на март 2023 года коллектив записал две песни: «Новый Брехт» и «Фрик-шоу».